# Hippolyte Bellangé

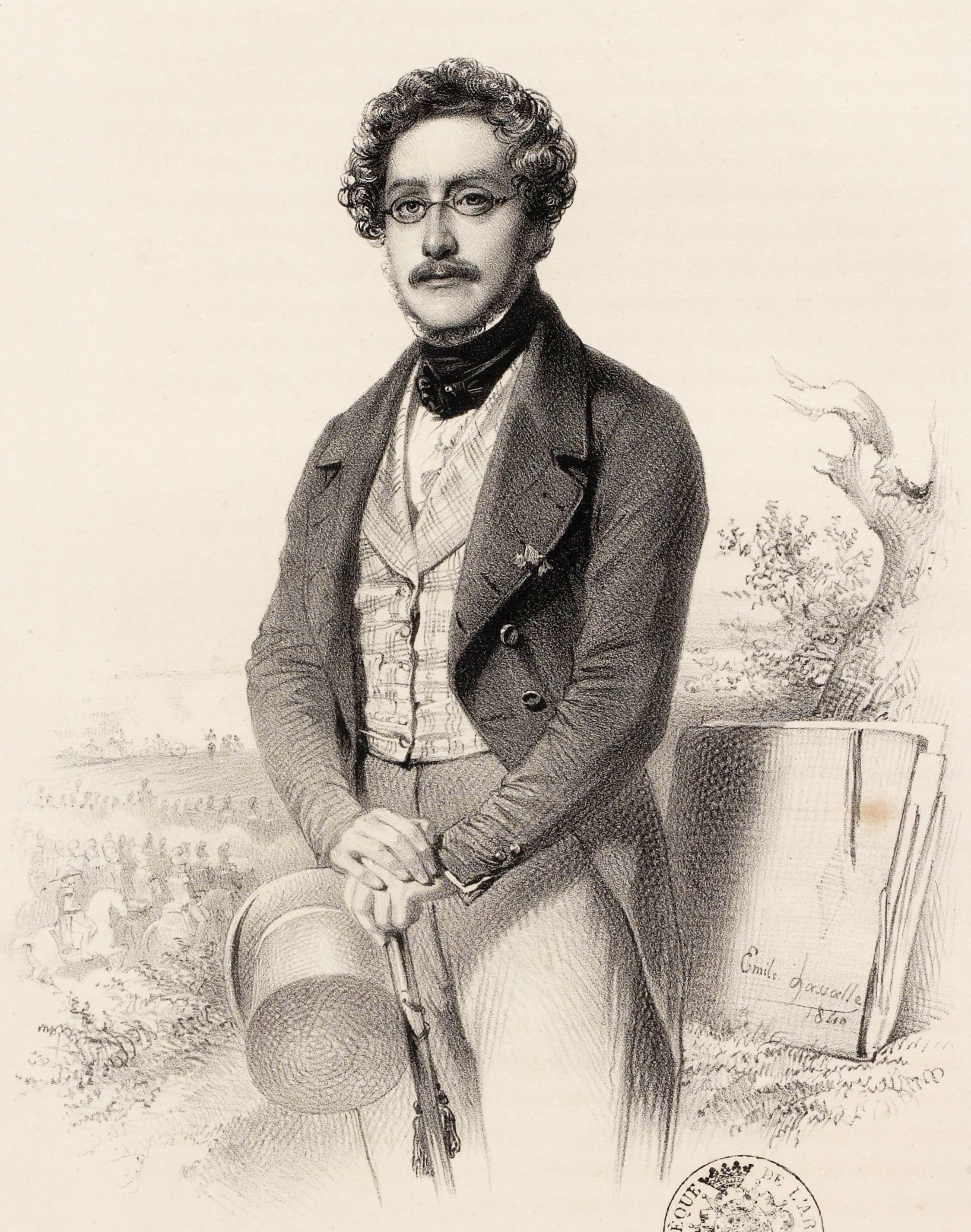
Hippolyte Bellangé, Lithographie von Émile Lassalle, 1841

Hippolyte Bellangé (* 17. Januar 1800 in Paris; † 10. April 1866 ebenda) war ein französischer Schlachtenmaler.
Bellangé erhielt seine künstlerische Ausbildung bei Antoine-Jean Gros. In seinen Werken verherrlichte er die napoleonische Zeit aus dem Soldatenleben. In seinen Lithographien wurde er von  Nicolas-Toussaint Charlet geprägt.
Ab 1835 war er Mitglied der Académie des sciences, belles-lettres et arts de Rouen in Rouen, wo er von 1837 bis 1854 tätig war. Von 1837 bis 1853 war er Kurator des Musée des beaux-arts de Rouen. Nach seinem Tod am 10. April 1866 wurde er auf dem Cimetière de Montmartre in Paris beigesetzt.

## Werke (Auswahl)

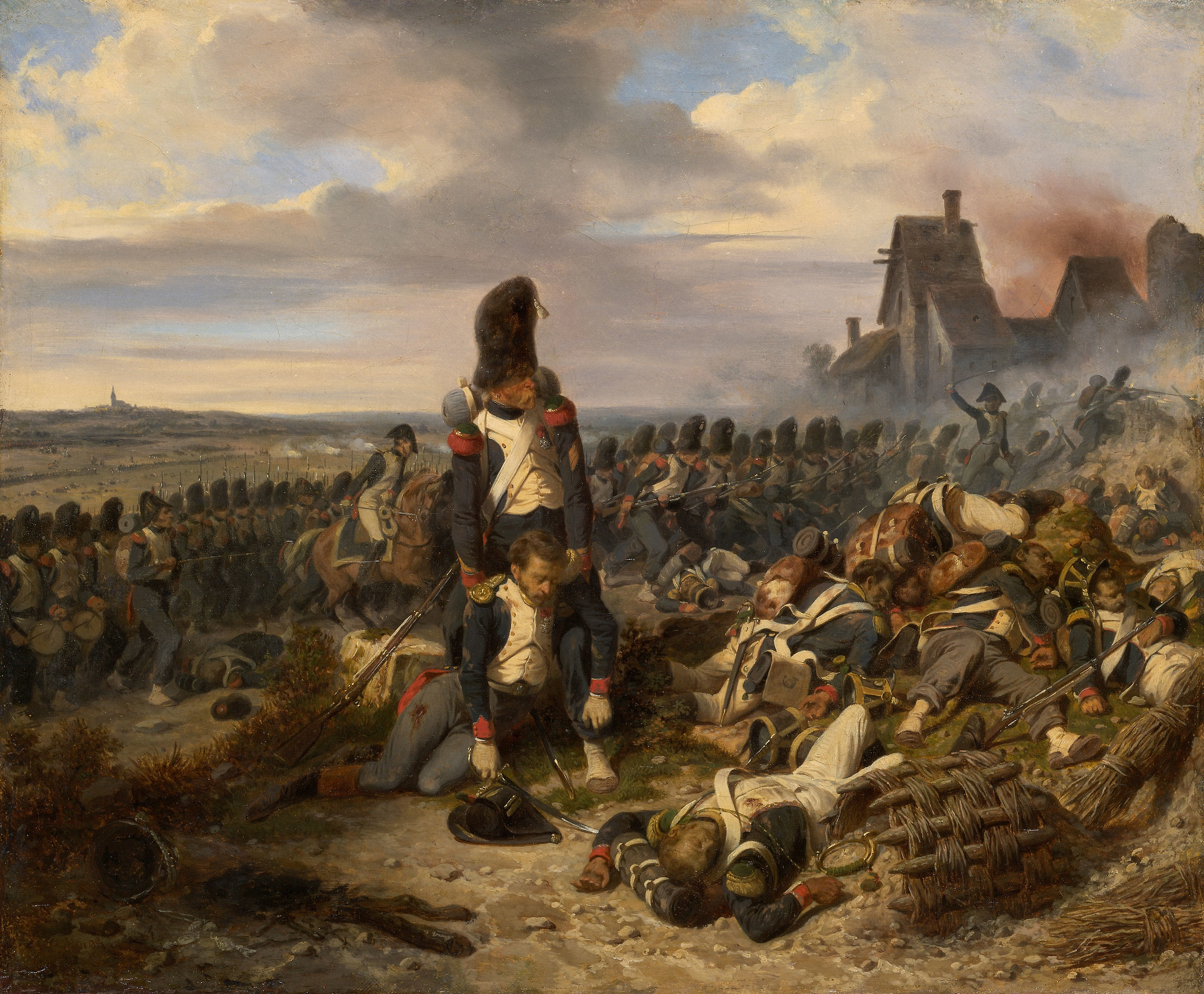
Schlachtenszene, um 1825
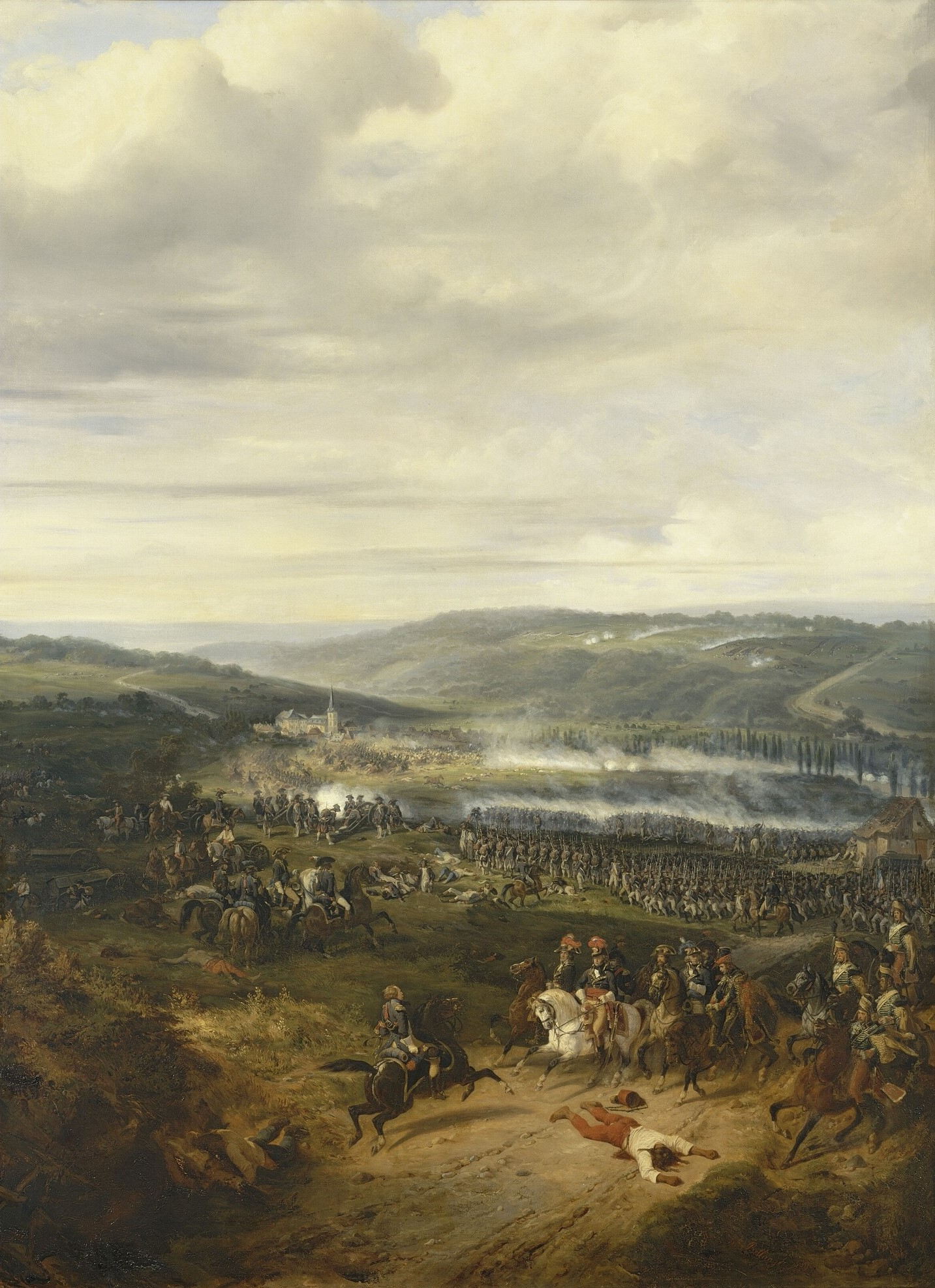
Schlacht bei Altenkirchen, um 1838
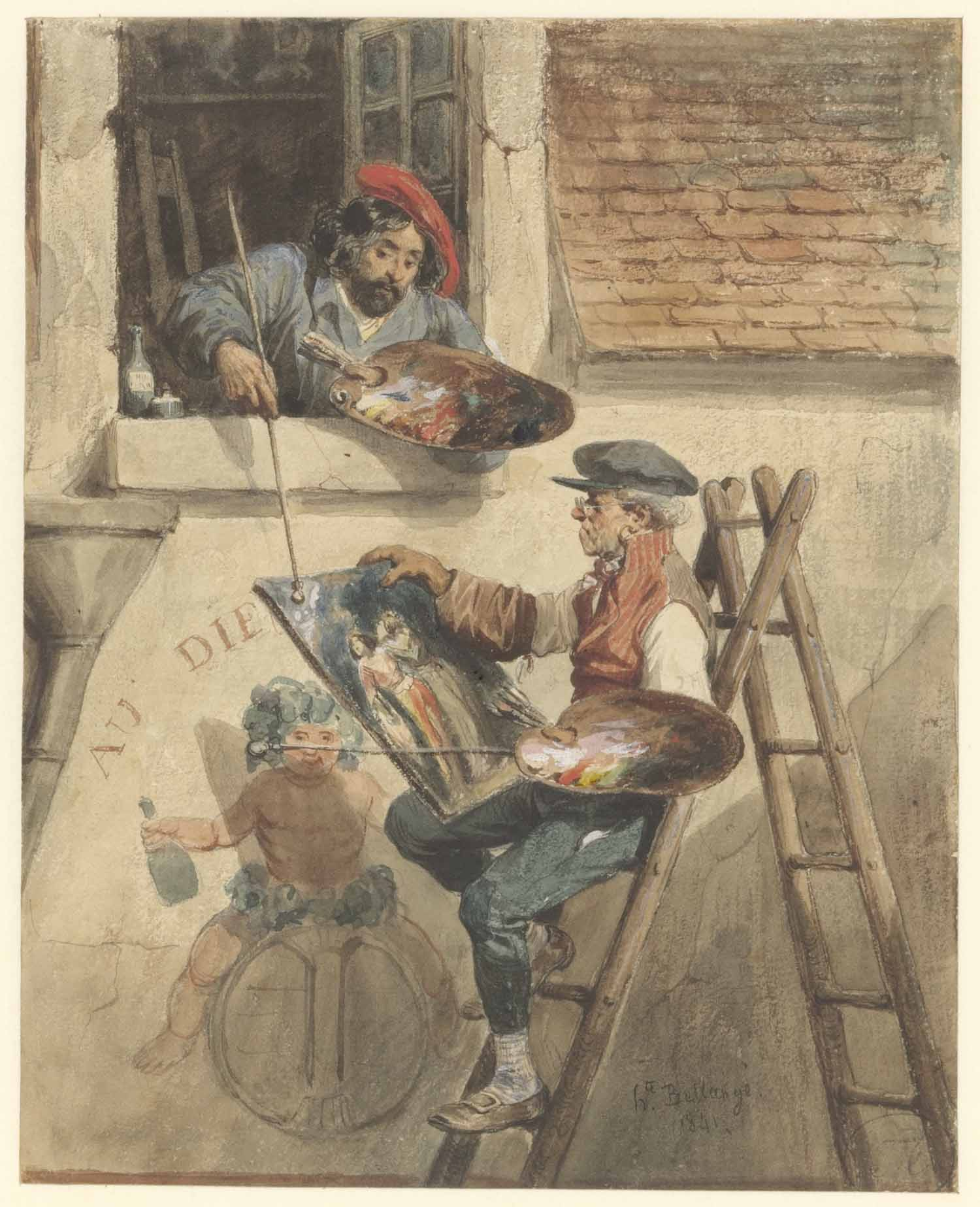
Die zwei Künstler, 1841
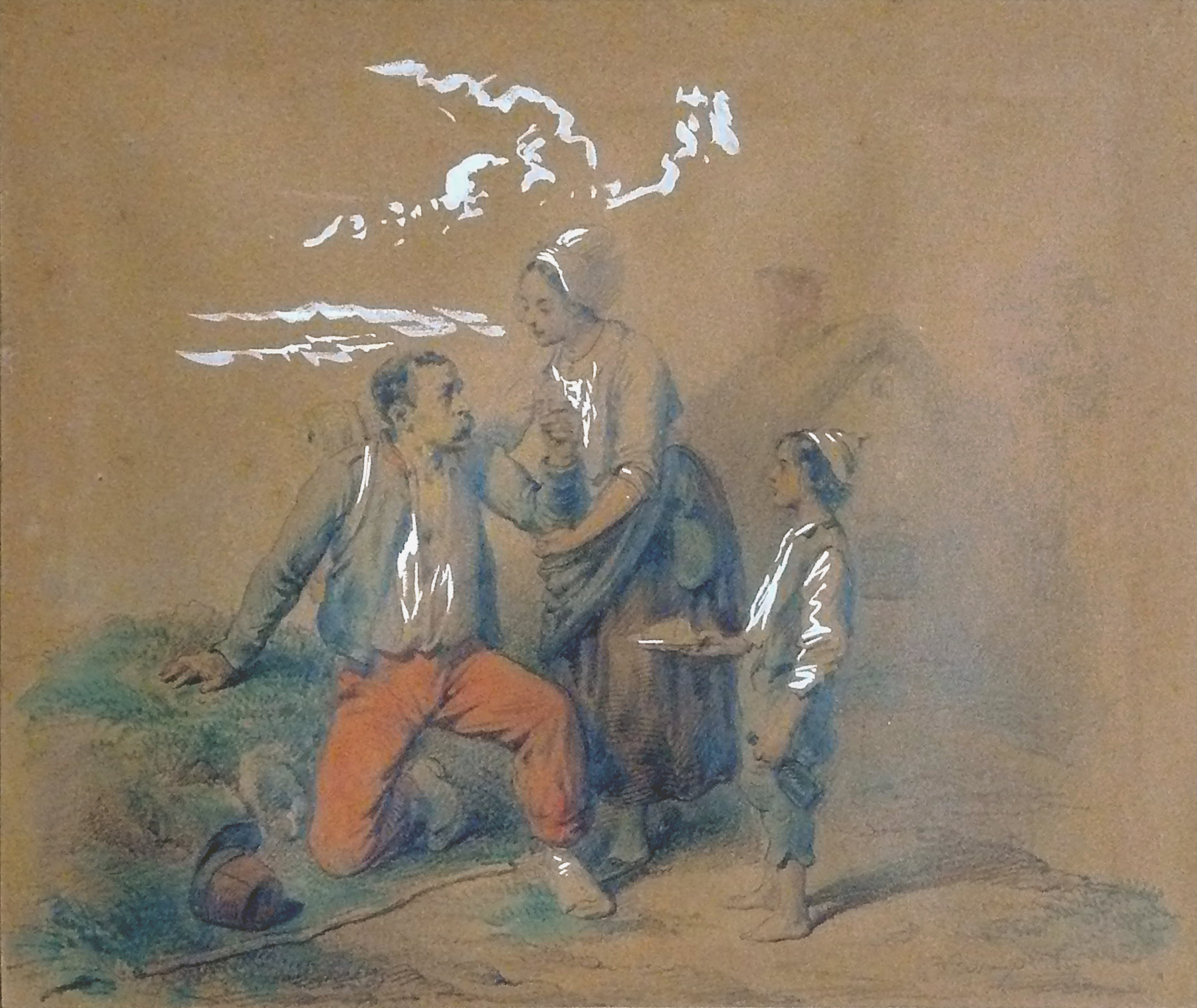
Der Trost des Soldaten, 1847
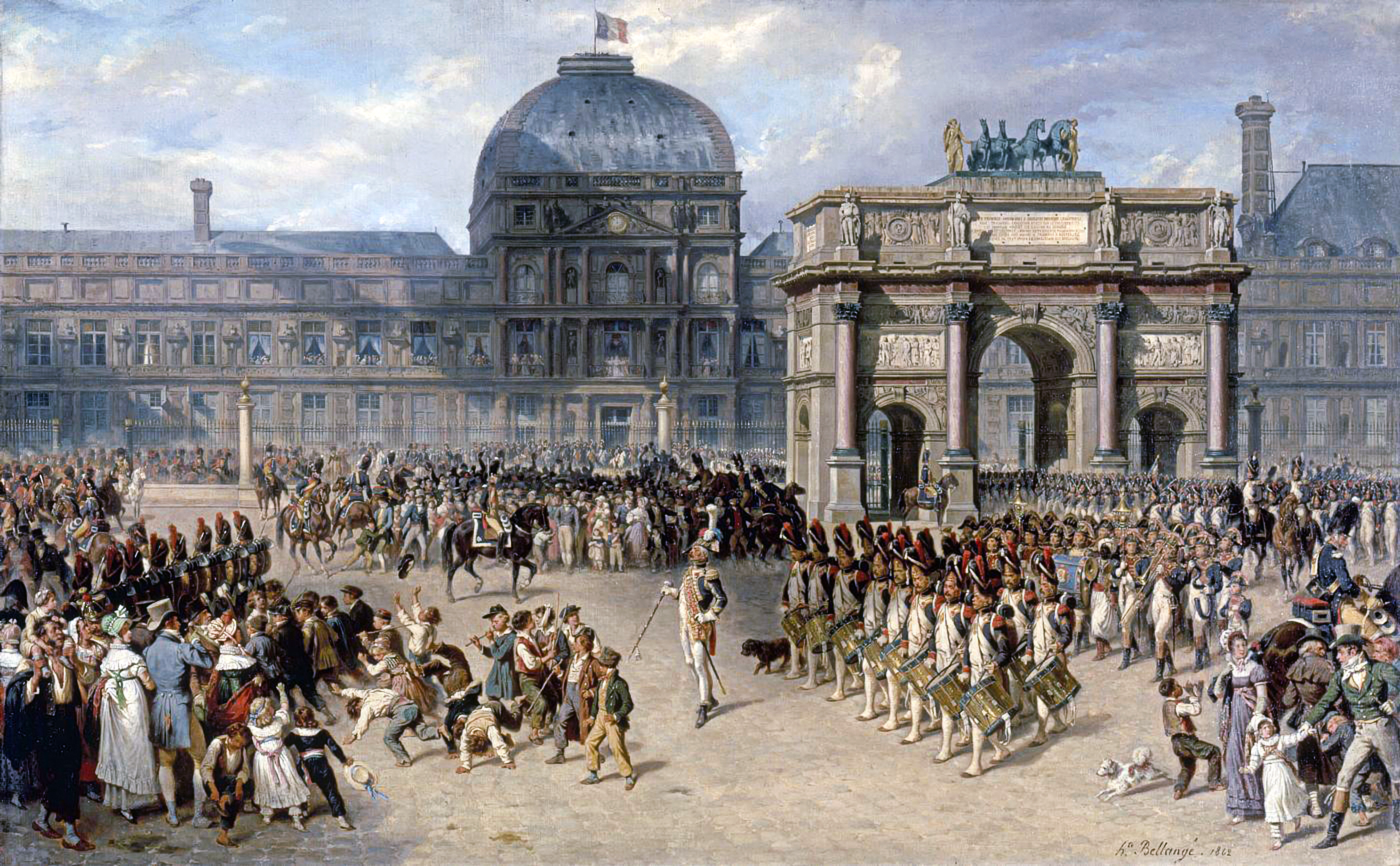
Ein Revue-Tagebuch unter dem Empire, 1862

Bellangés Werke sind unter anderem im Louvre ausgestellt.